# Ачхой-Мартан
Ачхо́й-Марта́н (чечен. Іашхой-Марта, Тӏехьа-Март) — город в Чеченской Республике России. Административный центр Ачхой-Мартановского района.
Образует Ачхой-Мартановское городское поселение (с 1 июля 2024 года).
До обретения статуса города, по состоянию на 2023 год Ачхой-Мартан был самым крупным сельским населённым пунктом республики.

## Этимология
Название Ачхой-Мартан является адаптацией чечен. Іашхой-Марта, где Іашхой это название реки (приток Мартана), которое переводится как «горькая речка». Гидроним Мартан (в чечен. Марта) происходит от чеченского диалектического слова фарта со значением «обильная, благодатная». У поселения также имеется иное местное название — чечен. ТІехьа-Марта, где ТІехьа — «западная (задняя)», то есть ТІехьа-Марта — «западная (задняя) Марта». 

## География
Находится в 48,3 км к юго-западу от города Грозный. В центре села протекает приток Сунжи — река Фортанга (чечен. Март), а вдоль восточной окраины река Ачхo (чечен. Іашхо, Іашху). Название села происходит от этих двух рек — Ачху и Мартан.
В 6 км севернее села проходит федеральная трасса P217 «Кавказ». До ближайшей железнодорожной станции в селе Самашки 15 км (не функционирует с 1994 года).
Ближайшие населённые пункты: Бамут на юго-западе, Ассиновская на северо-западе, Новый Шарой на севере, Шаами-Юрт на северо-востоке, Катар-Юрт на востоке, Янди и Старый Ачхой на юго-востоке.
На южной стороне находится гора Нохчийн-Корт.

## История
В Ачхой-Мартане выявлены могильники и курганы средних веков. В 1936 году А. П. Круглов исследовал курганы XIV—XV веков с сферической формой и имевших каменных панцирей. На западной стороне от села находится Ачхой-Мартановский одиночный курган высотой 4,5 метра. Курган в древности раскопан и по местным преданиям там были найдены золотые серьги и железные изделия.
По данным чеченских исторических хроник, во время нашествия среднеазиатского завоевателя Тимура в 1395 году на месте современного Ачхой-Мартана располагались военные поселения.
В 1832 году в селение Ачхой прибыло войско Кази-Муллы, намереваясь оттуда двинуться на Назрановское укрепление или Владикавказ.
После кровопролитного боя 1840 года чеченцев и царских войск в гехинском лесу Ачхой был разрушен. Укрепление Ачхойское было заложено в 1846 году для овладения ачхоевской поляной, на которой располагались чеченские аулы и хутора.
В 1846 году три селения Даут-Мартан, Ачхой и Мартан-аул были объединены в одно село, которое стало называться Ачхой-Мартан.
В 1944 году после выселения чеченцев и ликвидации Чечено-Ингушской АССР селение Ачхой-Мартан, было переименовано в Новосельское.
Указом Президиума Верховного Совета РСФСР от 10 апреля 1957 года селу возвращено прежнее название.
Во время Первой Чеченской войны село было сильно разрушено, так как за него велись тяжелые бои. Во Вторую Чеченскую войну разрушения были относительно небольшими.
В конце 2022 года власти объявили, что село Ачхой-Мартан после реконструкции получит статус города. С 19 февраля 2023 года Ачхой-Мартан является городом.

## Население
| 1939    | 1959    | 1970    | 1979    | 1989    | 1990    | 2002    | 2010    | 2012    | 2013    |
| ------- | ------- | ------- | ------- | ------- | ------- | ------- | ------- | ------- | ------- |
| 6399    | ↗8389   | ↗12 250 | ↗12 726 | ↗14 680 | ↗15 101 | ↗16 742 | ↗20 172 | ↗21 176 | ↗21 664 |
| 2014    | 2015    | 2016    | 2017    | 2018    | 2019    | 2020    | 2021    | 2023    | 2024    |
| ↗22 187 | ↗22 569 | ↗22 922 | ↗23 282 | ↗23 667 | ↗24 212 | ↗24 864 | ↗30 739 | ↗30 760 | ↗31 286 |

Национальный состав
По данным Всероссийской переписи населения 2010 года:
| Народ   | Численность, чел. | Доля от всего населения, % |
| ------- | ----------------- | -------------------------- |
| чеченцы | 20 113            | 99,7 %                     |
| другие  | 59                | 0,3 %                      |
| всего   | 20 172            | 100,00 %                   |

## Тайпы
По сведениям Ахмад Сулейманова в селе проживали: ашхой (основатели села), нашхой, чиннахой, хаккой,тумсой, цонтарой,  гой, нихалой, зумсой, пешхой, цечой, гандалой, аккий и галай.

## Образование
Центральная районная библиотека насчитывает около 70 тыс. экземпляров книг. Также в селе действует первый в республике молодёжный информационный центр «Эльбрус».
Функционируют 9 средних общеобразовательных школ, восьмилетняя школа и 3 крупных детских сада. До начала военных действий в селе было расположено одно из крупнейших в республике ССПТУ, а также школа-интернат.

## Промышленность
В селе организован госхоз «Ачхой-Мартан», который занимается посевами злаковых культур, скотоводством и садоводством.
Действует крупнейший в республике завод по обработке семян, ГУП.
Есть свой пластиковый завод. Одна из крупнейших в республике оптовых баз строительных материалов (ООО «МИТУ»).

## Спорт
Спортсмены из Ачхой-Мартана показывают высокие результаты на соревнованиях по дзюдо, карате, тхэквондо и боксу.
Имеется физкультурно спортивный комплекс Akhmat, с залами бокса, спортивной борьбы, дзюдо и ММА.
Есть секция по дзюдо для девочек. В 2005 году открыт филиал спортивного клуба «Рамзан». Также действуют футбольный клуб «Марта» и волейбольная команда «Ачхой».

## Религия
Ачхой-Мартановская соборная мечеть имени шейха Батал-Хаджи Белхароева.